# Kulminkirivier
De Kulminkirivier (Zweeds: Kulmunkijoki) is een rivier, die stroomt in de Zweedse  gemeente Övertorneå. De rivier ontstaat als afwateringsrivier van een moerasgebied Kulminkivuomo. Ze stroomt zuidoostwaarts en mondt na 3 kilometer uit in de  Aapuarivier.